# محمدکاظم تقوی
محمدکاظم تقوی سرتیپ پاسدار فرماندهی انتظامی جمهوری اسلامی ایران است، که هم‌اکنون به‌عنوان فرمانده انتظامی استان خراسان رضوی فعالیت می‌کند.
وی از ۱۳۸۶ تا ۱۳۹۱ فرمانده انتظامی مشهد بود، از ۱۳۹۱ تا ۱۳۹۴ فرماندهی مرزبانی خراسان رضوی را برعهده داشت، در فاصله سال‌های ۱۳۹۴ تا ۱۳۹۷ به‌عنوان جانشین فرمانده مرزبانی جمهوری اسلامی ایران فعالیت می‌کرد و از آبان‌ماه ۱۳۹۷ فرمانده انتظامی استان خراسان رضوی است. تقوی در سال ۱۴۰۰ درجه سرتیپی دریافت کرد.